# Castell de Fals
Castell de Fals är ett slott i Spanien.   Det ligger i provinsen Provincia de Huesca och regionen Aragonien, i den nordöstra delen av landet, 400 km nordost om huvudstaden Madrid. Castell de Fals ligger 716 meter över havet.
Terrängen runt Castell de Fals är lite kuperad.  Trakten runt Castell de Fals är nära nog obefolkad, med mindre än två invånare per kvadratkilometer. Närmaste större samhälle är Benavarri / Benabarre, 6,4 km väster om Castell de Fals. 